# Saša Ćirić
Saša Ćirić (født 11. januar 1968 i Kumanovo, Jugoslavien) er en makedonsk tidligere fodboldspiller (angriber).
Ćirić spillede i perioden 1995-2004 26 kampe og scorede otte mål for Makedoniens landshold. På klubplan repræsenterede han blandt andet Vardar i hjemlandet, schweiziske FC Aarau samt Eintracht Frankfurt og FC Nürnberg i Tyskland.